# Schneider M16 CA
A francia harckocsigyártás a Schneider, a Renault és a Citroen gyárak rivalizálásának jegyében zajlott.
A Schneider M16 CA a Schneider cég 1916-os gyártmánya, francia hadsereg első harckocsi típusa volt, az első világháború során. A Char d'Assault Schneidert a brit harckocsikhoz hasonlóan a Holt traktor alvázára tervezték. Célja az első világháború állóháborújának megtörése, tervezése kezdetben nehezen haladt, a Schneider mellett létrehozott Char d'Assault rohamkocsiból is csak 1917-re készült el használható mennyiség.

## CA1 változat
A Schneider M16 CA nem volt sikeres konstrukció, az első bevetéseken az addig elkészült 132 példányból 57-et elvesztettek. A harctéri tapasztalatok alapján áttervezett típus az M16 CA1 jelzetet kapta.
Konstrukciója a nagyobb testvér, az M16 Saint Chamondhoz hasonló: motortere elöl, meghajtása középen, a páncéltest a futóműre szerelt hordzsámolyon nyugodott. A kihajtás kardántengelyen keresztül a hátsó lánchajtó-kereket forgatta. Fegyverzetét két darab Hotchkiss géppuska és egy 75 mm-es ágyú alkotta.

## CA2 változat
A német páncéltörő arzenál fejlődésével a CA1 verzió védettsége is kevésnek bizonyult, ezért a következő generáció páncélzatát krómnikkel-acélból készítették. Ez a típus az első híradóeszközzel felszerelt harcjármű, komplett szikratávírót helyeztek el benne.

## Galéria

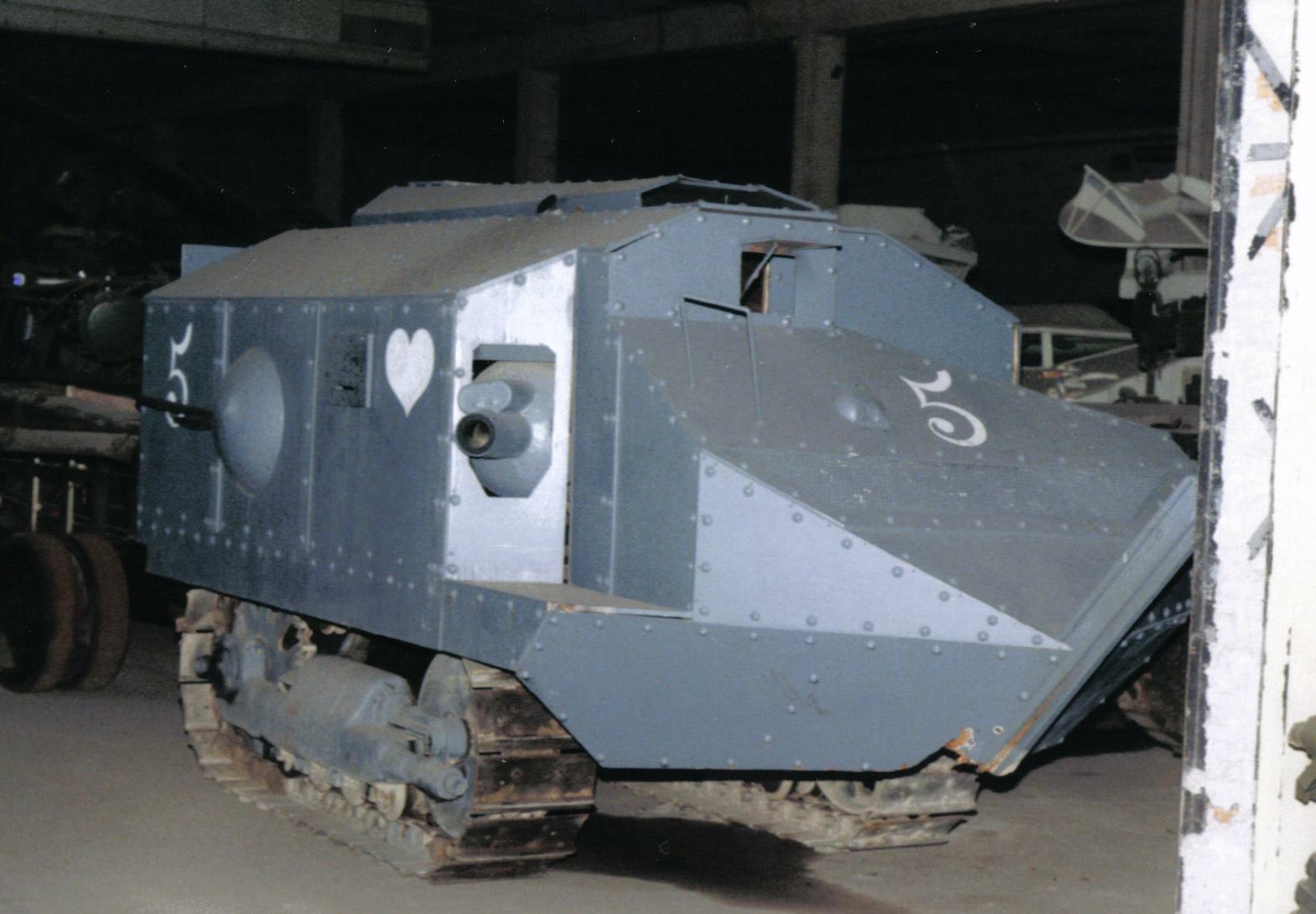
Schneider M16 CA a saumuri harckocsimúzeumban
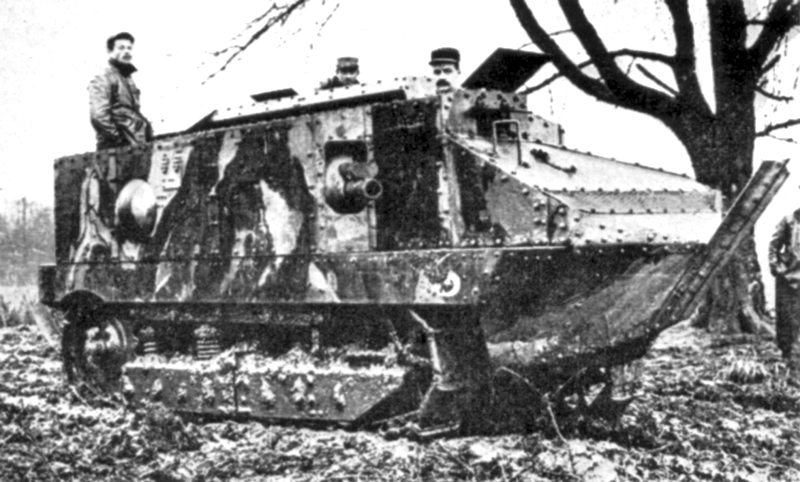
Schneider M16 CA1 harckocsi a harcmezőn